# 四倉町下仁井田
四倉町下仁井田（よつくらまち しもにいだ）は、福島県いわき市の大字である。郵便番号は979-0203。

## 地理
いわき市北東部の四倉地区に属する。北で四倉町上仁井田、南で平下神谷、南西で四倉町細谷、西で四倉町狐塚、北西で四倉町塩木とそれぞれ隣接する。概ね町村制施行以前の磐城郡下仁井田村の流れを汲む地域である。東に太平洋を臨む沿岸部の地域であり、二級水系夏井川水系仁井田川下流域と古川下流行に挟まれた地域を主な範囲とするほか、これらの河川をつなぐ横川と太平洋に挟まれたいわゆる新舞子浜と松林のうち古川以南の一部も範囲とする。全体が平地で水田が広がり、中央部の国道6号に近い字道庭や南部の字樋向に集落が立地する。内郷御厩町内に所在するいわき中央警察署及び四倉町に所在する平消防署四倉分署がそれぞれ管轄にあたる。

### 主な字
字
- 北追切
- 南追切
- 西袋

- 道庭
- 南袋
- 上古川

- 胎月
- 樋向
- 須賀向

### 河川
- 仁井田川（二級水系夏井川水系）
- 横川（二級水系夏井川水系）
- 古川（二級水系夏井川水系）

## 歴史
- 1879年1月27日 - 笠間藩領下仁井田村が福島県内における郡区町村制の施行により磐城郡の村となる[4]。
- 1889年4月1日 - 町村制の施行により下仁井田村が大森村、細谷村、狐塚村、名木村、長友村、塩木村、上仁井田村と合併し、大浦村が発足する。旧下仁井田村域は大浦村の大字となる。[4]。
- 1896年4月1日 - 磐城郡と周辺郡との合併により石城郡が発足し、石城郡大浦村となる[4]。
- 1955年3月10日 - 大浦村が四ツ倉町、大野村と合併し、四倉町が発足し、四倉町の大字となる[4]。
- 1966年10月1日 - 四倉町が平市・磐城市・常磐市・勿来市・内郷市、石城郡小川町・遠野町・川前村・田人村・好間村・三和村、双葉郡久之浜町・大久村と合併しいわき市となり、いわき市四倉地区の大字となる[4]。

## 世帯数と人口
2023年10月31日現在の世帯数と人口は以下の通りである。
| 大字           | 世帯数 | 人口  |
| -------------- | ------ | ----- |
| 四倉町下仁井田 | 97世帯 | 528人 |

## 小・中学校の学区
市立小・中学校に通う場合、学区は以下の通りとなる。
| 番地 | 小学校               | 中学校               |
| ---- | -------------------- | -------------------- |
| 全域 | いわき市立大浦小学校 | いわき市立四倉中学校 |

## 交通

### 道路
- 国道6号
- 福島県道382号豊間四倉線
  - 東舞子橋

## 施設
- 四倉病院
- 舞子温泉
- 鎮守稲荷神社
- 諏訪神社